# Baabda
Baabda (arabiska: بعبدا, armeniska: Բաաբդա) är en guvernementshuvudort i Libanon. Den ligger i guvernementet Libanonberget, i den centrala delen av landet, 8 kilometer sydost om huvudstaden Beirut. Baabda ligger 215 meter över havet och antalet invånare är 9 000.
Terrängen runt Baabda är kuperad åt sydost, men åt nordväst är den platt. Runt Baabda är det tätbefolkat, med 442 invånare per kvadratkilometer.. Närmaste större samhälle är Beirut, 7,6 kilometer nordväst om Baabda.